# فرانچسکو پاراویسینی
فرانچسکو پاراویسینی (انگلیسی: Francesco Parravicini؛ زادهٔ ۳۱ ژانویهٔ ۱۹۸۲) بازیکن فوتبال اهل ایتالیا است.
از باشگاه‌هایی که در آن بازی کرده‌است می‌توان به باشگاه فوتبال فیورنتینا، باشگاه فوتبال پارما، باشگاه فوتبال روبور سیه‌نا، باشگاه فوتبال آتالانتا، باشگاه فوتبال لیورنو، باشگاه فوتبال نووارا، و باشگاه فوتبال پالرمو اشاره کرد.